# Augustin Fibiger
Augustin Fibiger (20. listopadu 1868 Bakov nad Jizerou – 8. května 1936 Litoměřice) byl český římskokatolický kněz litoměřické diecéze, sekretář litoměřického biskupa, konzistorní rada a tajný papežský komoří, představitel národní samosprávy Československa po roce 1918 a náboženský publicista.

## Vlastenecký kněz

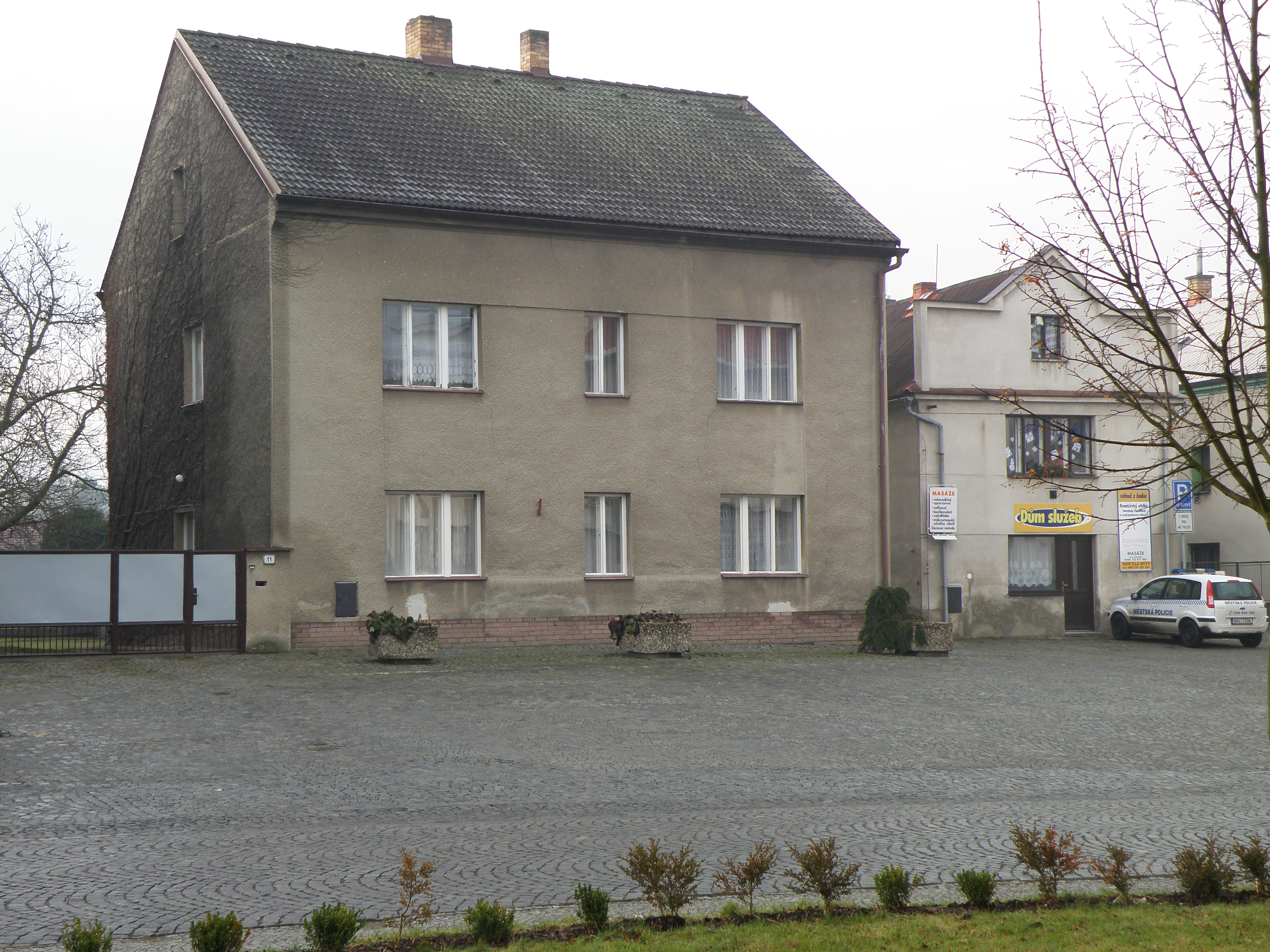
Rodný dům v Bakově nad Jizerou čp. 11

Byl synem Augustina Fibigera, starosty a měšťana Bakova nad Jizerou a Marie Magdalény Fibigerové. Jednalo se o českého vlasteneckého kněze. Po svém vysvěcení působil v duchovní správě nejprve jako kaplan ve Varnsdorfu a Liberci. Po té byl sekretářem litoměřického biskupa Emanuela Schöbela, a i nový biskup Josef Gross jej povolal za svého sekretáře. V Litoměřicích proslul tím, že vždy ve výroční den úmrtí Karla Hynka Máchy sloužil mši svatou za tohoto básníka s mohutnými národními konsekvencemi u českého obyvatelstva. Jeho litoměřický dům na Große Wenzelsgasse 10 (50°32′ s. š., 14°7′38″ v. d.) se stal centrem litoměřických katolických spolků, zvláště těch, které usilovaly o českou národnostní myšlenku. Stal se také prvním starostou katolického sdružení Orel v Litoměřicích.
Dětství prožil v Bakově nad Jizerou. Tam jeho rodina vlastnila dům na náměstí č.p. 11 (50°28′52″ s. š., 14°56′9″ v. d.). Byl prvorozeným synem starosty a kováře Augustina Fibigera, který měl se svou ženou Marii ještě mladší dceru Annu a syna Václava. Školní docházku absolvoval v letech 1875–1880 v obecné chlapecké škole v Bakově nad Jizerou (50°28′56″ s. š., 14°56′9″ v. d.), kde patřil k nejnadanějším žákům. Po té pokračoval v jednoroční školní docházce v měšťanské škole v České Lípě, aby se zdokonalil v německém jazyce. Jeho výborné školní výsledky, byly otcem odměněny tím, že umožnil jeho další studium na osmiletém gymnáziu v Mladé Boleslavi (50°24′58″ s. š., 14°54′24″ v. d.), kde v letech 1881–1889 dosáhl skvělých výsledků. Jako student, rád sledoval otce při jednání rady města a vedl s ním dlouhé diskuse o státní správě. Otec ho i jako budoucího úředníka pověřil drobnými úkoly ve správě města. Po absolvování gymnázia, které ukončil v roce 1889 s vyznamenáním, se rozhodl pokračovat ve studiu, i když rozpočet jeho rodičů další studia neumožňoval. Přesto dostal nabídku studia na bohoslovecké fakultě v Římě, se kterou jeho rodiče souhlasili. V Římě se ubytoval v klášteře Trinitářu na Via Sitina 73 (41°54′20″ s. š., 12°29′3″ v. d.), kam alumni přesídlili, teprve před rokem z lombardského papežského semináře svatých Ambrože a Karla (San Carlo al Corso), kde bydleli bohoslovci (v letech 1887–1888). Tím se stal chovancem Collegio Boemo – Bohemicum, kde studoval filozofii a teologii. Musel se naučit italštinu, která zde byla komunikačním jazykem pro všechny úkoly, spojené se studiem. Do Bakova pravidelně posílal dopisy, v nichž popsal krásy duchovních i světských památek Říma a dalších italských měst. Zároveň z dopisů vyzařoval stesk po domově. Dne 24. září 1892 musel studia přerušit, z důvodu nástupu do vojenské služby. Po omilostnění císařem Františkem Josefem I. byl propuštěn z armády a 31. prosince 1892 se vrátil do koleje k dokončení studia. 31. prosince 1893 byl vysvěcen na jáhna a svá studia v Římě završil 14. května 1894 vysvěcením na kněze. Z koleje odešel 25. června 1894.
Od 1. srpna 1894 nastoupil v duchovní zprávě, jako kaplan do chrámu sv. Petra a Pavla
(50°54′43″ s. š., 14°37′13″ v. d.), který byl postaven na místě původního kostelíka ze 13. století a je nejstarším varnsdorfským kostelem. Základní kámen nového, tedy dnešního kostela, byl položen v roce 1766. Zde Fibiger působil, až do října 1896. Další jeho farností se stal Liberec, kde sloužil, jako kaplan v arciděkanském kostele svatého Antonína Velikého (50°46′10″ s. š., 15°3′23″ v. d.). V dubnu 1902 byl povolán do Litoměřic jako tajemník biskupa Emanuela Jana Křtitele Schöbela, který byl římskokatolickým knězem německé národnosti, 14. biskupem litoměřickým a 41. velmistrem Řádu křižovníků s červenou hvězdou. Zároveň byl až do roku 1915 dómským kazatelem. V roce 1905 byl jmenován přísedícím a radou biskupské konzistoře, v 1908t ajným papežským komořím II. stupně a sekretářem biskupské konsistoře.
Po smrti biskupa Emanuela Schöbela na biskupský stolec Pius X. dosadil dne 18. března 1910 Josefa Jindřicha Grosse, který byl římskokatolickým knězem německé národnosti a 15. biskupem litoměřickým. Tento německý biskup velmi pozvedl, prostřednictvím spolku Schulverein, místní školství. Pověstné bylo jeho lpění na ceremonii. Byl věrným stoupenecem habsburské dynastie. Biskup Gross v září 1910 znovu zvolil Fibigera za svého tajemníka.

## Aktivity během I. světové války

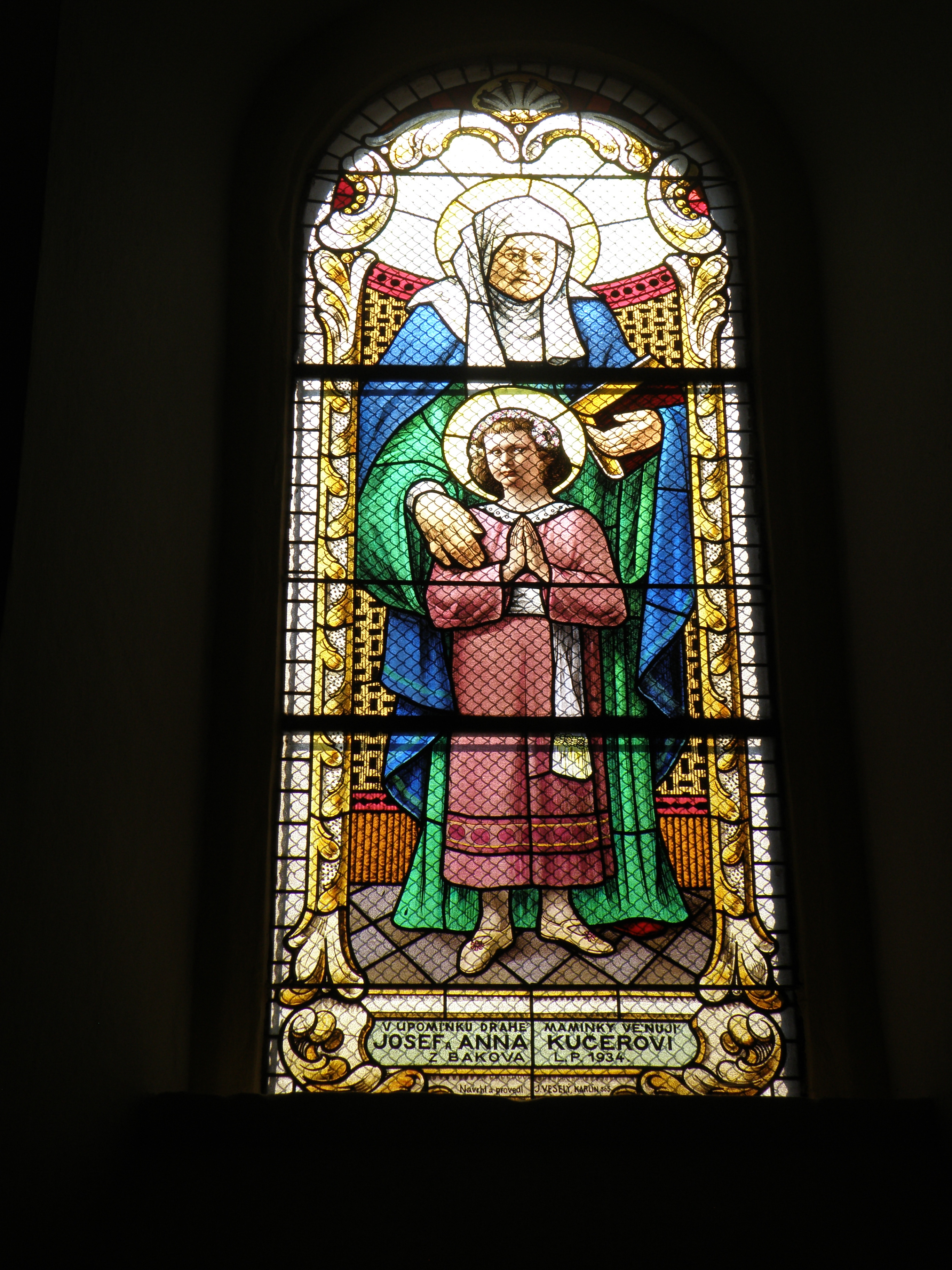
Okenní vitráž z kostela Sv. Bartoloměje

Přestože, jeho nadřízený, biskup Gross byl německé národnosti, toleroval Fibigerovi české vlastenecké aktivity a to dokonce i v době první světové války. Zvláště nebezpečné bylo, když se stal zpravodajem tzv. Maffie – českého odbojového protirakouského hnutí, podporovaného z exilu Tomášem Garrigue Masarykem. S tím se znal již z období před první světovou válkou. Tomáš Garrigue Masaryk dokonce na jeho doporučení trávil se svojí rodinou, dovolenou v jeho rodném městě Bakově nad Jizerou (50°28′55″ s. š., 14°56′4″ v. d.) a to po dva roky 1895 a 1896.
V roce 1916 zemřela jeho sestra Anna (41), což ho ovlivnilo na celý život. Po sestře zůstalo šest dětí, Augustin (15), Hana (14), Jaroslav (12), Štěpánka (10), Marie (6) a Anička (2). Švagr Josef byl na bojišti a tak vše potřebné vyřídil za něho a postaral se o jeho domácnost i děti. Přes velkou vytíženost vše zvladl, jen nejmladší Aničku si do péče převzala jeho sestřenice Anna Kučerová, která byla bezdětná, a se svým manželem Josefem se o Aničku postarali. Později ji i adoptovali a z vděčnosti na památku této události dali v bakovském kostele sv. Bartoloměje zhotovit okenní vitráž, která tuto událost připomíná. Všichni sourozenci Kameníkovi po zbytek života s láskou a úctou vzpomínali na svého strýce: „Vždyť z nás vychoval slušné lidi“.

## Slib věrnosti Československé republice
8. září 1918 zorganizoval velkou pouť z Litoměřic do Doksan, která se stala národní manifestací za svobodu. Po vzniku Československé republiky v říjnu 1918 se postavil do čela místního Národního výboru československého v Litoměřicích. Národní výbor nového státu měl až do konce roku 1918 sídlo v jeho soukromém domě. Zároveň se v Litoměřicích 29. října vytvořila Německá Národní rada pro město a okres. Měla 36 členů a 8 z nich bylo v exekutivním výboru. Týž den také vydala prohlášení, ve kterém se přihlásili k právě vzniklé provincii Deutschböhmen. Také v něm žádali obyvatelstvo o zachování klidu a pořádku, aby přechod ze starých poměrů do nových proběhl co nejrychleji a bez problémů. Biskup Gross k novému československému státu zastával velmi opatrné a vyčkávací stanovisko. Situace v Litoměřicích, nové situaci nepřála, armáda byla na straně protivníka a demografická čísla udávaly 87 % Němců k 13 % Čechů. Fibigerova vize o českém státě byla jasná, proměnit vizi v realitu. Jednal se zástupci armády, hovořil k prostým vojákům, neúnavně oslovoval vlivné i prosté občany. Zároveň se staral o tři jemu svěřené děti. Nakonec se mu podařilo splnit jeho vizi, když kráčel v čele terezínské posádky, která osvobodila Litoměřice. Přijal slib věrnosti nové republice od místních českých úředníků. Jeho zásluhou v prosinci 1918 Litoměřice přešly bez ozbrojeného boje do moci českých úřadů. Obsazením města československou armádou skončilo působení německé Národní rady.

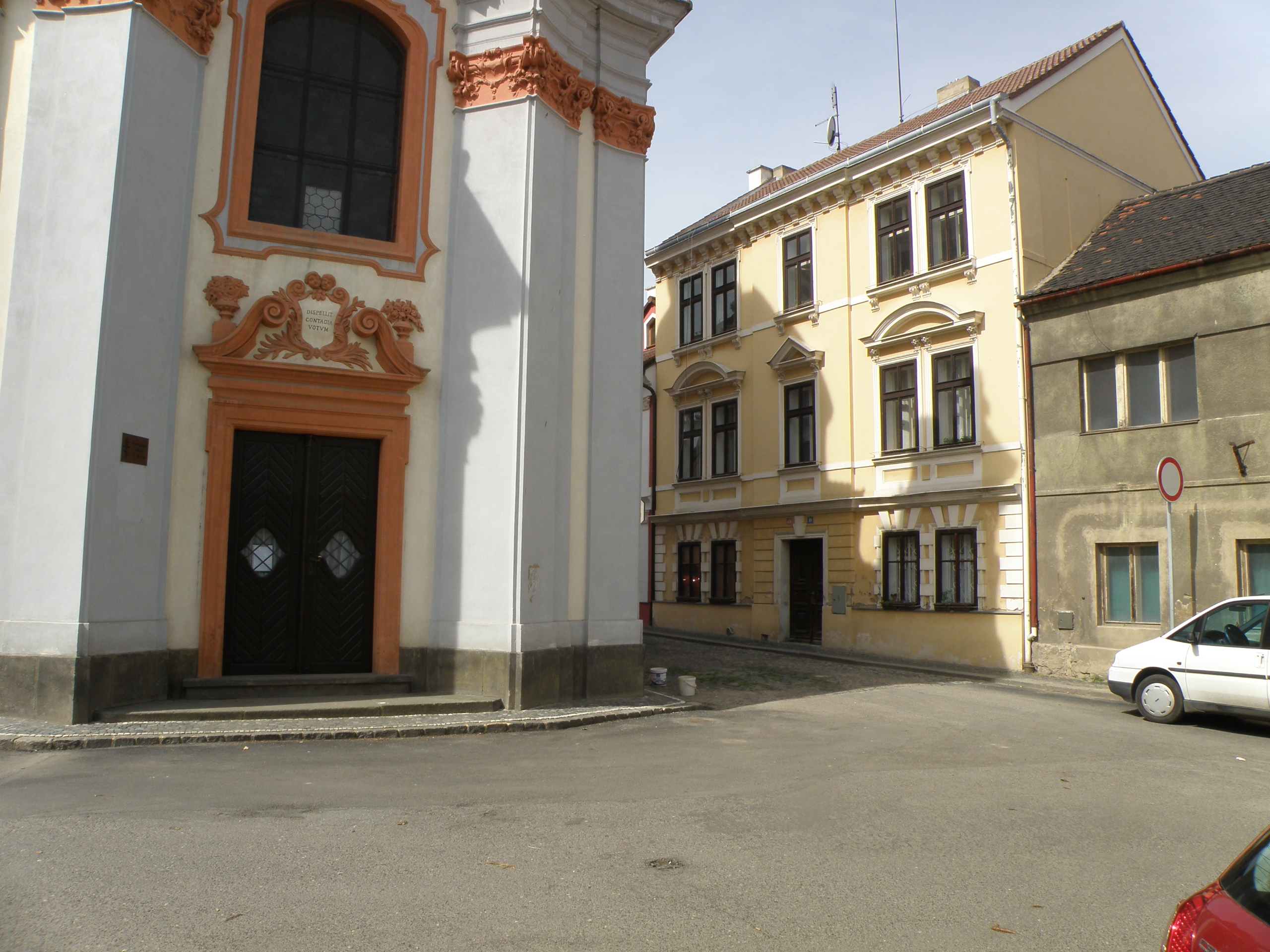
Fibigerův dům v Litoměřicích

V roce 1929 byl v Litoměřicích jmenován konzistorním radou.
30. léta 20. století byla těžkým obdobím, v sousedním Německu se k moci dostal Adolf Hitler, jehož „nacismus“ získal své přívržence i v Litoměřicích. Národnostní nesnášenlivost mezi občany vzrůstala. Do správy statní i duchovní byly v Litoměřicích pověřováni zástupci německé „menšiny“ prý, aby nedráždily nacistické přívržence a uklidnila se situace v regionu. Po smrti biskupa Grosse nastalo mezi Československou republikou a Svatým stolcem poměrně dlouhé dohadování o nástupci. Až 22. října 1931 potvrdil Pius XI. novým biskupem ThDr. Antonína Aloise Webera, který byl římskokatolický knězem německé národnosti, 16. biskupem litoměřickým a od 10. března 1947 titulárním arcibiskupem. Tento německý biskup, politicky nikdy nevystupoval a národnostně se nevyhraňoval, naopak národnostní protiklady v diecézi mírnil a důraz kladl na náboženskou výchovu, sociální a charitativní činnost. K stupňujícím se německým požadavkům mínil: „Snad neznají české přísloví: s jídlem roste chuť“. Fibigera těšila snad už jen rodina, tam bylo všechno, jak má být. Jeho svěřenci si našli životní partnery a tak do Bakova nad Jizerou jezdil, aby se stal oddávajícím knězem. Radost mu přineslo narození Vladimíra (1930), Marie (1933), Hany (1934) a Františka (1934), kteří byli potomky jeho svěřenců po sestře Anně. Jeho poslední setkání s celou rodinou, bylo 17. října 1935 v Bakově nad Jizerou, kdy oddával nejstaršího ze svých svěřenců Augustina Kameníka.
Rodina ho ještě v Litoměřicích navštívila v dubnu 1936. Krátce po rodinné návštěvě 8. května 1936 ve věku 67 let v Litoměřicích zemřel.

## Národní manifestace při pohřbu

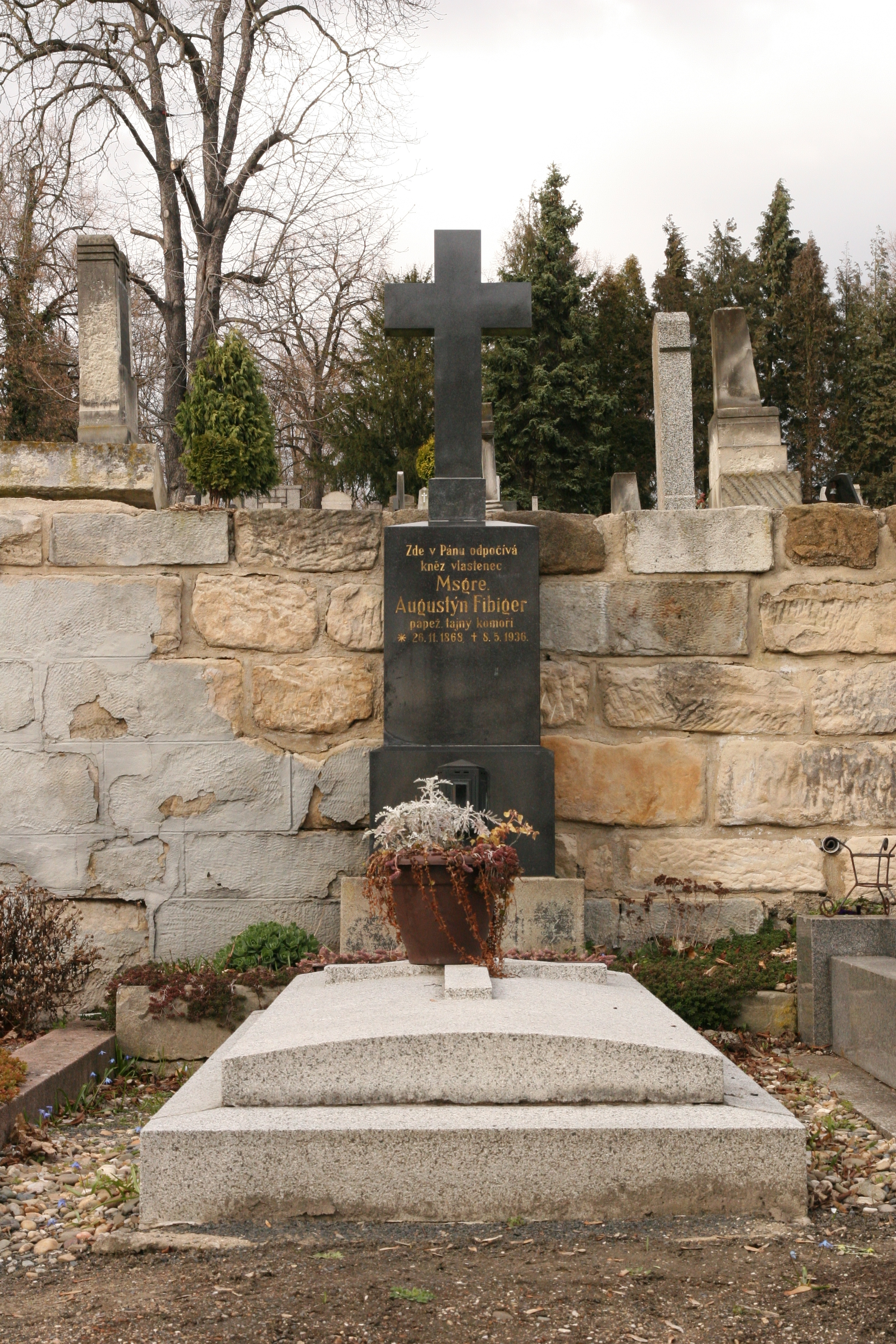
Hrob Msgr. Augustina Fibigera na městském hřbitově v Litoměřicích

Jeho smrt v roce 1936 se stala národní manifestací proti sílícímu tlaku ze strany německy mluvícího obyvatelstva v Sudetech.
Nad jeho hrobem 50°31′59″ s. š., 14°7′2″ v. d., na litoměřickém hřbitově poblíž hrobky litoměřických biskupů, promluvil při pohřbu Dr. Lešer jménem Národního výboru a přečetl poslední odkaz Fibigera:
| „ | "Poněvadž byl jsem činným i mimo obor svého životního povolání, prohlašuji, že chci zemřít jako pravý, svědomitý katolický kněz, a jsem přesvědčen, že proto miloval jsem vždy upřímně a nezištně svůj drahý národ, jehož práva vždy jsem hlásal a hájil proti všem jeho nepřátelům a škůdcům, a mohu s čistým svědomím se zapřísahati, že nikdy a v ničem národa svého jsem nezradil, ani svou katolickou církev nikdy a v ničem nezapřel. Jsem přesvědčen, že církev katolická má v úctě lásku k národu, která jest darem Božím, a proto právě tak jsem přesvědčen, že učení Kristovu bude v národě našem nejlépe poslouženo, když český kněz bude horlivých Čechem a když český lid bude k Bohu veden knězem z jeho krve. Mé národní přesvědčení se někomu snad nelíbilo, ale ten nechť se dotáže svého svědomí, zda jeho nelibost nebyla vyvolána národním přesvědčením a zda tudíž to, co mi vytýkal, sám nepěstoval. Komu pak se zdálo, že nejevil jsem snad dosti národního přesvědčení, ať se dotáže sama sebe, zda dostalo se mu tolik ústrků pro jeho národnost jako mně, a zda tak nevděčně mu bylo naměřeno jako mně. Nehledal jsem ovšem vděku ani od národa, ani od vrchnosti, ač jsem se snažil pracovati pro církev a národ, ale zažil jsem tolik nevděku že doufám, že mi Bůh, který zkoumá srdce a ledví, proto milostivě odpustí, čím jsem se snad prohřešil. A proto také ze srdce odpouštím všem, kteří se budou domnívati, že mi snad ublížili, ano, já jim za to děkuji, poněvadž doufám, že mi tím dopomohli k dosažení odpuštění u Boha samého. Svému milovanému národu přeji zdárného rozkvětu jeho národní a státní samostatnosti, a prosím Boha, aby od něho odvrátiti ráčil vše, co by mu mohlo přivoditi druhou Bílou horu. Sv. Václave, kníže náš, kníže český, nedej mu zahynouti. Krleš, Krleš, Krleš. Naší menšině dávám ,S Bohem' a vřele ji doporučuji, aby byla svornější než dnes a vděčnější těm, kteří pro ni pracovali." | “ |

Po přečtení tohoto odkazu zazněla nad jeho hrobem, po obvyklých církevních zpěvech československá národní hymna: "Kde domov můj" v českém jazyce. Existovala totiž také v Sudetech používaná německá jazyková verze československé hymny. Tato národní manifestace však byla v německy mluvícím prostředí záměrně přehlížena a ignorována.